# Santuario di Nostra Signora della Guardia (Sanremo)
Il santuario di Nostra Signora della Guardia è un santuario mariano del comune ligure di Sanremo, nella Riviera dei Fiori, in provincia di Imperia. Il santuario è situato nella frazione di Poggio e fa parte della diocesi di Ventimiglia-San Remo. La principale festività si celebra la seconda domenica di settembre.

## Storia
La nascita del santuario è legata, così come afferma il racconto popolare, ad un'apparizione mariana avvenuta nel 1667 presso Capo Verde. La tradizione racconta che la Vergine Maria apparve al locale contadino Giovanni Peri del borgo di Poggio, oggi frazione di Sanremo, intento nel suo lavoro agricolo in un podere coltivato a ulivi e limoni.
La Madonna chiese al contadino l'erezione di una cappella sul luogo dell'apparizione e, dopo una prima incertezza dello stesso Giovanni Peri, assolta a seguito di una seconda visione della Vergine, già nel 1667 si avviano le prime donazioni e offerte per l'edificazione del tempio religioso; secondo il racconto lo stesso contadino donò in offerta ogni suo possedimento, casa e podere.

## Struttura
I lavori per la costruzione del santuario terminarono nel 1671 e già l'11 ottobre avvenne la solenne consacrazione. Secondo alcuni riferimenti storici l'appellativo a Nostra Signora della Guardia è legato alla presenza di un'antica torre di guardia sul luogo dove poi sorse il santuario, così come accadde per il santuario omonimo genovese di Ceranesi e savonese di Alassio.
L'esterno si presenta sul davanti con un portico ad archi, mentre l'interno è ad unica navata. Tra le opere conservate vi è una statua in marmo raffigurante la Madonna in atto di porgere il Bambin Gesù, sopra l'altare maggiore; l'opera scultorea è databile al XVIII secolo.
Nella sacrestia sono conservati numerosi ex voto, tra cui un modellino navale databile al 1885, donati soprattutto dai marinai e naviganti per la protezione in mare; la Madonna della Guardia viene infatti qui denominata Stella Maris e un tempo invocata contro le tempeste o gli assalti dei pirati saraceni.

## Galleria d'immagini

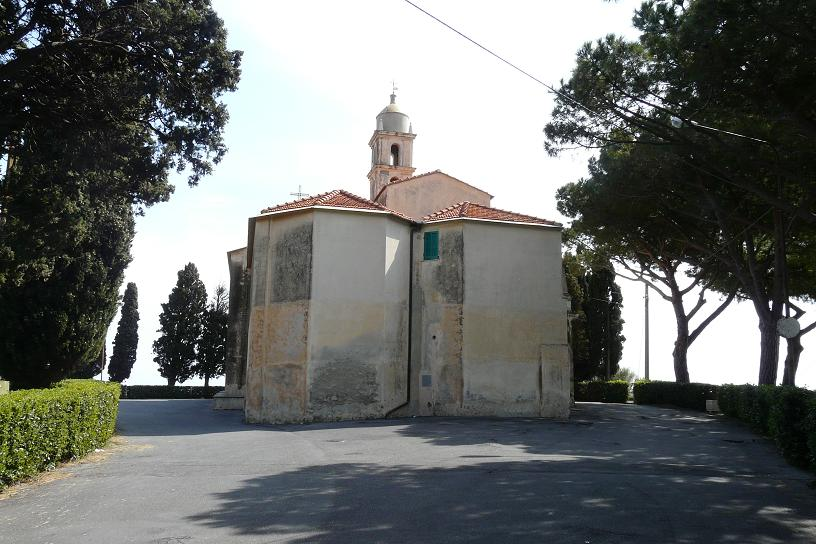
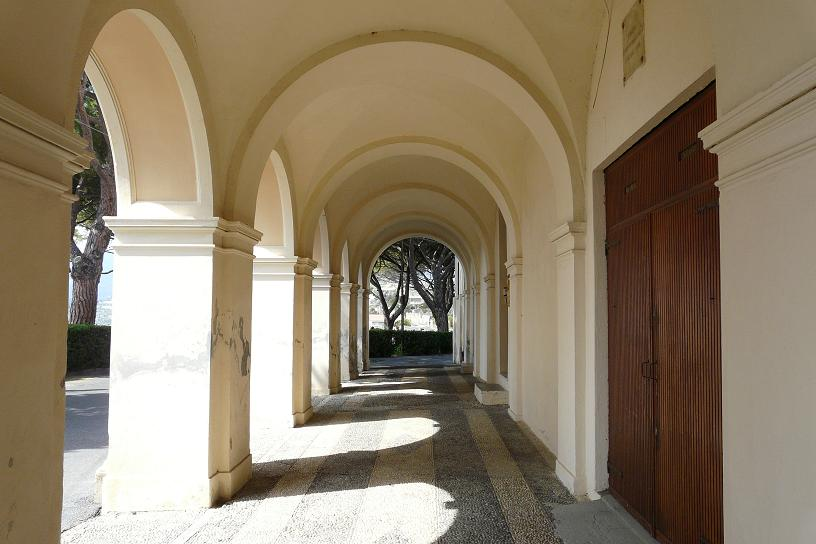
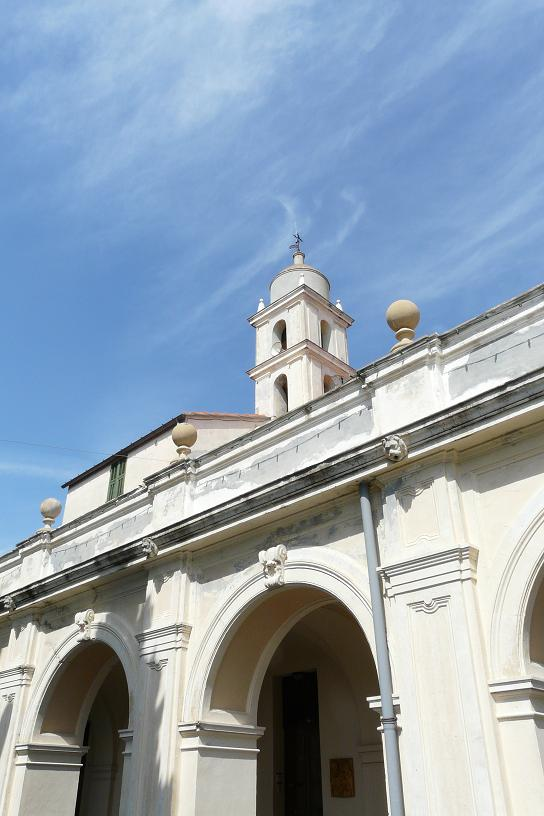
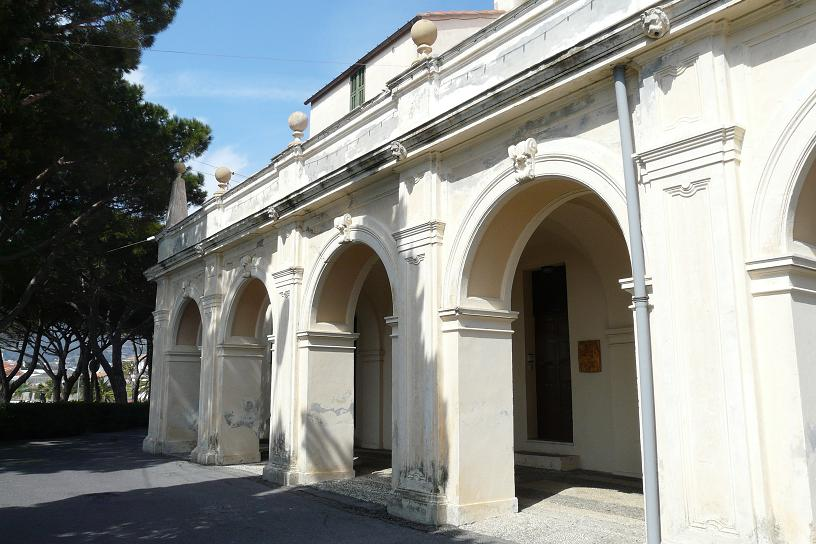